# Staatsgreep in Chili (1973)
De Chileense staatsgreep van 1973, op 11 september van dat jaar, was een keerpunt in zowel de Koude Oorlog als de geschiedenis van Chili. Na een lange periode van sociale en politieke onrust tussen het door conservatieven gedomineerde Congres van Chili en de socialistische president Salvador Allende, alsook de economische oorlog bevolen door Amerikaanse president Richard Nixon, werd Allende omvergeworpen door de gewapende strijdkrachten en de nationale politie.
Tijdens de lucht- en grondaanvallen die de staatsgreep voorafgingen, gaf Allende zijn laatste speech, waarin hij zwoer in het presidentieel paleis te blijven en aanbiedingen op veilige doorgang zou weerleggen als hij zou kiezen voor ballingschap in plaats van confrontatie. Rechtstreekse ooggetuigen van zijn dood zijn het erover eens dat hij zelfmoord pleegde in het paleis.
Het leger schafte de burgerregering af en stelde een junta in die op brute wijze linkse politieke activiteiten onderdrukte. Augusto Pinochet, legerleider van Allende, kwam uiteindelijk alleen aan de macht binnen een jaar na de staatsgreep, waarop hij formeel het presidentschap aannam op het einde van 1974. Voordat Pinochet aan de macht was, werd Chili geprezen als baken van democratie en politieke stabiliteit in een door militaire junta's overspoeld Zuid-Amerika.
De regering van de Verenigde Staten, die de staatsgreep heeft helpen opzetten, erkende de junta-regering onmiddellijk en steunde hem volkomen. Een zwakke opstandige beweging tegen de regering van Pinochet werd binnen Chili gehouden tot er in 1988 een internationaal gesteunde volksstemming werd gehouden die Pinochet afzette.

## Verloop

### Aanzet
De aanzet tot de staatsgreep begon al voordat Salvador Allende in 1970 aan de macht kwam. De Verenigde Staten steunden bij de presidentsverkiezingen van september 1970 Allende’s tegenstander, Jorge Alessandri Rodriguez. Dit omdat Allende’s partij, Unidad Popular, bestond uit communisten, socialisten en radicalen. Onder andere de CIA probeerde te voorkomen dat Allende aan de macht zou komen. Toen Allende met een kleine meerderheid de verkiezingen van september 1970 won, gaf president Richard Nixon de CIA opdracht te voorkomen dat hij daadwerkelijk president zou worden. Dit mislukte.
Nadat hij president was geworden, liet Allende enkele grote landhervormingen uitvoeren. Zo werden Amerikaanse banken en koperbedrijven in Chili genationaliseerd, evenals andere vitale sectoren. Onder zijn bewind daalde Chili’s export met 25% en steeg de import met 40%, wat voor economische instabiliteit zorgde. De inflatie steeg naar 140%. Overal ontstonden zwarte markten, wat Allende probeerde tegen te gaan door de distributie van basisproducten beter te organiseren. In 1971 bezocht de Cubaanse president Fidel Castro Chili, wat bij de Amerikanen voor nog grotere angst zorgde dat Chili bezig was communistisch te worden.
De verslechterende economie leidde tot obstructie en sabotage door de politieke oppositie en de ondernemers. Om Allende’s overheid te ondermijnen, financierde de CIA de oppositiepartijen. Volgens een rapport uitgegeven in 2000 gaf de CIA in totaal 6,8 miljoen dollar uit aan dit doel.
Op 23 juni 1973 ondernam kolonel Roberto Souper een poging tot een staatsgreep, welke werd gevolgd door een massale staking in de mijnindustrie. In augustus 1973 uitte de Hoge Raad van Chili openlijk zijn bedenkingen over de manier waarop Allende het land bestuurde. Tevens beschuldigden ze hem ervan de grondwet te schenden. De raad stemde in met een resolutie die Allende en zijn overheid dwongen stappen te ondernemen. Allende wees deze resolutie echter af. Hij was zelf van mening dat hij zich wel netjes aan de grondwet had gehouden. Tevens was hij van mening dat de raad met diens resolutie het volk zou aanzetten tot een burgeroorlog of staatsgreep.

### De staatsgreep
Op 11 september 1973, om 7.00 uur in de ochtend, nam de Chileense marine Valparaíso in, waar de meeste schepen lagen en veel radio- en televisienetwerken hun hoofdkwartier hadden. Rond 8.00 uur had het leger de meeste radiostations in Santiago gesloten en bombardeerde de luchtmacht de laatste nog actieve radiostations. Hierdoor kon Allende geen volledige informatie krijgen over wat er gaande was. Tevens kon hij geen contact krijgen met de militaire leiders die hem nog wel steunden, onder wie admiraal Montero. José Toribio Merino nam het bevel over de marine over van Montero. Augusto Pinochet en Gustavo Leigh reageerden niet op Allende’s oproepen aan hen. Patricio Carvajal werd als eerste tijdens de staatsgreep gearresteerd.
Ondanks bewijzen dat alle takken van het leger betrokken waren bij de staatsgreep, hoopte Allende dat nog ergens troepen trouw aan hem zouden zijn. Zo was hij ervan overtuigd dat Pinochet nog aan zijn kant zou staan. Pas rond 8.30 uur, toen het leger openlijk de macht over Chili claimde, besefte Allende de omvang van de staatsgreep. Hoewel het leger hem niet meer steunde, weigerde Allende op te geven. Rond 9.00 uur had het leger alle strategische plekken in Chili ingenomen, behalve het stadscentrum van de hoofdstad, Santiago. Het leger dreigde La Moneda, het presidentiële paleis, te bombarderen, maar Allende bleef desondanks weigeren zich over te geven. De socialistische partij raadde hem aan te vluchten naar het industriegebied San Joaquín om daar met zijn volgelingen een tegenaanval te organiseren. Allende weigerde dit. Tevens wilde hij niet met het leger onderhandelen. Hij gaf enkel nog een afscheidstoespraak.
Toen Pinochet met zijn grondtroepen het paleis aanviel, werden ze onder vuur genomen door sluipschutters op het dak. Hierop liet de luchtmacht het paleis bombarderen. Om half drie in de middag gaven de verdedigers zich over. Allende zelf pleegde tijdens dit gevecht zelfmoord.

### Nasleep
Bij de staatsgreep zelf kwamen minder dan 60 mensen om het leven, maar in de maanden erna steeg het aantal slachtoffers snel. Het leger liet in heel Chili aanhangers van Allende oppakken en in veel gevallen executeren. Een aantal van 40.000 politieke tegenstanders van het nieuwe regime werden gevangengezet in het Estadio Nacional, onder wie de Nederlander Koos Koster en de Amerikanen Charles Horman en Frank Teruggi.
Rond de 130.000 mensen werden in de drie jaar na de staatsgreep gearresteerd. Ongeveer 3000 tegenstanders van het nieuwe regime werden gedood of verdwenen onder verdachte omstandigheden. Onder degenen die werden vastgehouden bevond zich ook Alberto Bachelet (vader van de voormalige Chileense president Michelle Bachelet), een luchtmachtgeneraal; hij werd gemarteld en overleed op 12 maart 1974.
Na de staatsgreep regeerde Pinochet 17 jaar lang als dictator over Chili. Het congres werd ontbonden en politieke partijen die tegen Pinochet waren, werden verboden.

## Media
- Missing
- Machuca
- The Black Pimpernel
- The House of the Spirits